# دولت آرژانتین

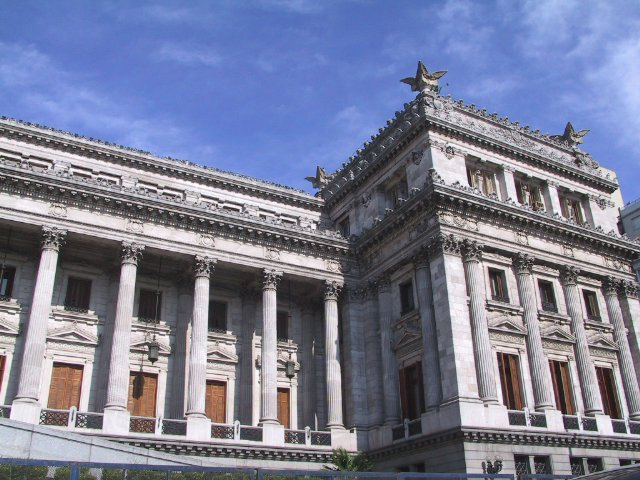
کاخ ریاست جمهوری دولت آرژانتین

دولت آرژانتین (انگلیسی: Government of Argentina) قوه مجریه کشور آرژانتین است، که در رأس آن رئیس‌جمهور آرژانتین قرار دارد.